# هامبورگ (آرکانزاس)
هامبورگ (آرکانزاس) (به انگلیسی: Hamburg, Arkansas) یک شهر در ایالات متحده آمریکا با جمعیت ۲٬۸۵۷ نفر است.

## موقعیت جغرافیایی
موقعیت جغرافیایی شهرها و مناطق اطراف به شرح زیر است: